# Temporada 1988-89 de los Seattle SuperSonics
La temporada 1988-89 fue la vigesimosegunda de los Seattle SuperSonics en la NBA. La temporada regular acabó con 47 victorias y 35 derrotas, ocupando el cuarto puesto de la conferencia Oeste, clasificándose para los playoffs, en los que cayó en semifinales de conferencia ante Los Angeles Lakers.

## Elecciones en elDraft
| Ronda | Puesto | Jugador      | Posición | Nacionalidad   | Universidad/Club |
| ----- | ------ | ------------ | -------- | -------------- | ---------------- |
| 1     | 15     | Gary Grant   | Base     | Estados Unidos | Michigan         |
| 3     | 65     | Corey Gaines | Escolta  | Estados Unidos | Loyola Marymount |

## Temporada regular
| División Pacífico        | División Pacífico | División Pacífico | División Pacífico | División Pacífico | División Pacífico | División Pacífico | División Pacífico | División Pacífico |
| Equipo                   | G                 | P                 | %                 | PD                | Casa              | Fuera             | Div               |                   |
| ------------------------ | ----------------- | ----------------- | ----------------- | ----------------- | ----------------- | ----------------- | ----------------- | ----------------- |
| y-Los Angeles Lakers     | 57                | 25                | .695              | –                 | 35–6              | 22–19             | 25–9              |                   |
| x-Phoenix Suns           | 55                | 27                | .671              | 2                 | 35–6              | 20–21             | 23–11             |                   |
| x-Seattle SuperSonics    | 47                | 35                | .573              | 10                | 31–10             | 16–25             | 20–14             |                   |
| x-Golden State Warriors  | 43                | 39                | .524              | 14                | 29–12             | 14–27             | 15–19             |                   |
| x-Portland Trail Blazers | 39                | 43                | .476              | 18                | 28–13             | 11–30             | 17–17             |                   |
| Sacramento Kings         | 27                | 55                | .329              | 30                | 21–20             | 6–35              | 12–22             |                   |
| Los Angeles Clippers     | 21                | 61                | .256              | 36                | 17–24             | 4–37              | 7–27              |                   |

## Playoffs

### Primera ronda
Seattle SuperSonics vs. Houston Rockets 
| Fecha       | Partido                                      | Ciudad  |
| ----------- | -------------------------------------------- | ------- |
| 28 de abril | Seattle SuperSonics 111, Houston Rockets 107 | Seattle |
| 30 de abril | Seattle SuperSonics 109, Houston Rockets 97  | Seattle |
| 3 de mayo   | Houston Rockets 126, Seattle SuperSonics 107 | Houston |
| 5 de mayo   | Houston Rockets 96, Seattle SuperSonics 98   | Houston |
|             | Seattle SuperSonics gana las series 3-1      |         |

### Semifinales de Conferencia
Los Angeles Lakers vs. Seattle SuperSonics 
| Fecha      | Partido                                         | Ciudad      |
| ---------- | ----------------------------------------------- | ----------- |
| 7 de mayo  | Los Angeles Lakers 113, Seattle SuperSonics 102 | Los Angeles |
| 10 de mayo | Los Angeles Lakers 130, Seattle SuperSonics 108 | Los Angeles |
| 12 de mayo | Seattle SuperSonics 86, Los Angeles Lakers 91   | Seattle     |
| 14 de mayo | Seattle SuperSonics 95, Los Angeles Lakers 97   | Seattle     |
|            | Los Angeles Lakers gana las series 4-0          |             |

## Estadísticas
| Rk | Jugador         | Edad | P  | PT | MP   | TC   | TCI  | %TC  | T3  | T3I | %T3  | TL  | TLI | %TL   | RO  | RD  | RT  | AS  | RB  | TAP | BP  | FP  | PTS  |
| -- | --------------- | ---- | -- | -- | ---- | ---- | ---- | ---- | --- | --- | ---- | --- | --- | ----- | --- | --- | --- | --- | --- | --- | --- | --- | ---- |
| 1  | Dale Ellis      | 28   | 82 | 82 | 38.9 | 10.5 | 20.9 | .501 | 2.0 | 4.1 | .478 | 4.6 | 5.6 | .816  | 1.9 | 2.3 | 4.2 | 2.0 | 1.3 | 0.3 | 2.7 | 2.4 | 27.5 |
| 2  | Derrick McKey   | 22   | 82 | 82 | 34.2 | 5.9  | 11.8 | .502 | 0.4 | 1.1 | .337 | 3.7 | 4.6 | .803  | 2.0 | 3.6 | 5.7 | 2.7 | 1.3 | 0.9 | 2.3 | 3.2 | 15.9 |
| 3  | Michael Cage    | 27   | 80 | 71 | 31.7 | 3.9  | 7.9  | .498 | 0.0 | 0.1 | .000 | 2.5 | 3.3 | .743  | 3.5 | 6.1 | 9.6 | 1.6 | 1.2 | 0.7 | 1.6 | 2.3 | 10.3 |
| 4  | Nate McMillan   | 24   | 75 | 74 | 31.2 | 2.7  | 6.5  | .410 | 0.2 | 0.9 | .214 | 1.6 | 2.5 | .630  | 1.9 | 3.3 | 5.2 | 9.3 | 2.1 | 0.6 | 2.8 | 3.1 | 7.1  |
| 5  | Xavier McDaniel | 25   | 82 | 10 | 29.1 | 8.3  | 16.9 | .489 | 0.1 | 0.4 | .306 | 3.8 | 5.2 | .732  | 2.2 | 3.1 | 5.3 | 1.6 | 1.0 | 0.5 | 2.6 | 2.8 | 20.5 |
| 6  | Alton Lister    | 30   | 82 | 82 | 22.0 | 3.3  | 6.6  | .499 | 0.0 | 0.0 |      | 1.4 | 2.2 | .646  | 2.5 | 4.1 | 6.6 | 0.7 | 0.3 | 2.2 | 1.4 | 3.8 | 8.0  |
| 7  | Sedale Threatt  | 27   | 63 | 0  | 19.4 | 3.7  | 7.6  | .494 | 0.2 | 0.5 | .367 | 1.0 | 1.2 | .818  | 0.5 | 1.4 | 1.9 | 3.8 | 1.3 | 0.1 | 1.2 | 2.5 | 8.6  |
| 8  | Jerry Reynolds  | 26   | 56 | 0  | 13.2 | 2.7  | 6.4  | .417 | 0.1 | 0.3 | .200 | 2.3 | 3.0 | .760  | 0.9 | 0.9 | 1.8 | 1.1 | 0.9 | 0.5 | 1.0 | 1.0 | 7.6  |
| 9  | John Lucas      | 35   | 74 | 8  | 11.4 | 1.6  | 4.0  | .398 | 0.2 | 0.9 | .265 | 0.7 | 1.0 | .701  | 0.3 | 0.8 | 1.1 | 3.5 | 0.8 | 0.0 | 0.9 | 0.7 | 4.2  |
| 10 | Russ Schoene    | 28   | 69 | 1  | 11.2 | 2.0  | 5.1  | .387 | 0.6 | 1.6 | .382 | 0.7 | 0.8 | .807  | 0.8 | 1.6 | 2.4 | 0.5 | 0.5 | 0.3 | 0.7 | 2.0 | 5.2  |
| 11 | Olden Polynice  | 24   | 80 | 0  | 10.4 | 1.1  | 2.3  | .506 | 0.0 | 0.0 | .000 | 0.6 | 1.1 | .593  | 1.2 | 1.4 | 2.6 | 0.3 | 0.5 | 0.4 | 0.6 | 2.1 | 2.9  |
| 12 | Greg Ballard    | 34   | 2  | 0  | 7.5  | 0.5  | 4.0  | .125 | 0.0 | 0.5 | .000 | 2.0 | 2.0 | 1.000 | 1.0 | 2.5 | 3.5 | 0.0 | 0.0 | 0.0 | 0.0 | 1.5 | 3.0  |
| 13 | Avery Johnson   | 23   | 43 | 0  | 6.8  | 0.7  | 1.9  | .349 | 0.0 | 0.2 | .111 | 0.2 | 0.4 | .563  | 0.3 | 0.3 | 0.6 | 1.7 | 0.5 | 0.1 | 0.4 | 0.8 | 1.6  |
| 14 | Mike Champion   | 24   | 2  | 0  | 2.0  | 0.0  | 1.5  | .000 | 0.0 | 0.5 | .000 | 0.0 | 0.0 |       | 0.0 | 0.0 | 0.0 | 0.0 | 0.0 | 0.0 | 0.5 | 1.0 | 0.0  |

## Galardones y récords
| Jugador    | Galardón                               |
| Dale Ellis | 3.er Mejor quinteto de la NBA All-Star |